# Лубня (Черниговская область)
Лубня (укр. Лубня) — село в Семёновском районе Черниговской области Украины. Население 83 человека. Занимает площадь 0,27 км².
Код КОАТУУ: 7424787504. Почтовый индекс: 15472. Телефонный код: +380 4659.

## Власть
Орган местного самоуправления — Чёрнорожский сельский совет. Почтовый адрес: 15472, Черниговская обл., Семёновский р-н, с. Чёрный Рог, ул. Шевченко, 18.